# Угоча
Угоча (венг. Ugocsa) — исторический комитат в северо-западной части Венгерского королевства. В настоящее время его территория относятся к Закарпатской области Украины и жудецу Сату-Маре Румынии.
Административным центром являлся Севлюш.

## География

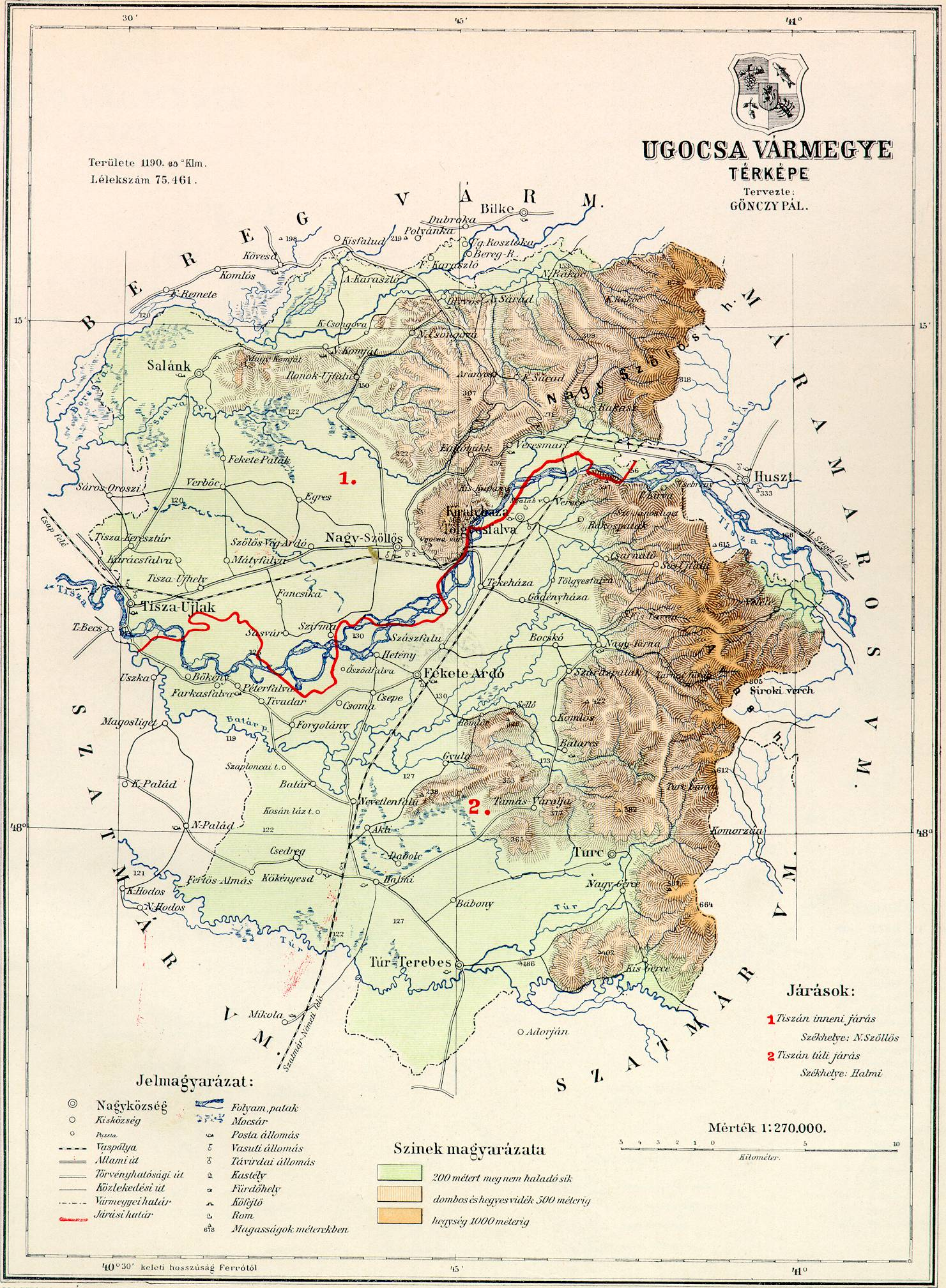
Карта комитата

Был расположен в долине Тисы.

## История
После поражения Австро-Венгрии в Первой мировой войне и её распада в 1918 г., согласно Трианонскому договору 1920 года, бо́льшая часть территории отошла к Чехословакии (входила в состав Подкарпатской Руси), оставшаяся — к Румынии. В 1939 году чехословацкая часть была оккупирована Венгрией, в 1944 году она была освобождена Красной Армией. В 1945 году Закарпатская Украина была присоединена к УССР и её территория вошла в состав новообразованной Закарпатской области.

## Население
Согласно переписи 1891 года, на территории комитата Угоча проживали:
- Русины: 32 076 чел.,
- Венгры: 28 852 чел.,
- Евреи: 9 414 чел.,
- Румыны: 8 830 чел.,
- Немцы: 5 447 чел.

## Административное деление
| Округа     | Округа               |
| Округ      | Адм. центр           |
| ---------- | -------------------- |
| Тисаниннен | Севлюш, ныне Украина |
| Тисантул   | Халмеу, ныне Румыния |